# 玛丽·麦卡格
玛丽·麦卡格（英語：Mary McCagg，1967年4月29日—），美国女子赛艇运动员。她曾代表美国参加1995年泛美运动会赛艇比赛，获得一枚金牌。她也曾参加1992年和1996年夏季奥运会。

## 家庭
孪生姐妹伊丽莎白·麦卡格。